# Скерлић (часопис)
Часопис „Скерлић“ је основала истоимена ђачка дружина у част истакнутог српског књижевног критичара Јована Скерлића.
Уредник часописа је био Михаило Милинковић, који је радио са ђацима из школе у Узесу у јужној Француској. У почетку је за писање часописа свој допринос дало 65 ученика, да би их на крају остало 32. „Скерлић“ је био искључиво књижевни часопис који је махом објављивао поезију истакнутих уметника, док је проза заузимала незнатан део. Часопис је редовно излазио два  пута месечно, и укупно је објављено 19 бројева. Часопис је укинут одлуком Просветног одељења српске владе 16. маја 1917.